# Sten Esna
Sten Esna est un joueur estonien de volley-ball né le 24 août 1982 à Pärnu. Il mesure 1,87 m et joue Libero (il a aussi joué réceptionneur-attaquant durant la saison 2008-2009 à cause de la concurrence avec Jenia Grebennikov). Il est le frère de Asko Esna.

## Clubs
| Club             | Pays    | De        | À         |
| ---------------- | ------- | --------- | --------- |
| ESS Falck Pärnu  | Estonie | 2000-2001 | 2002-2003 |
| Selver Tallinn   | Estonie | 2003-2004 | 2005-2006 |
| Rennes Volley 35 | France  | 2006-2007 | 2008-2009 |
| Narbonne Volley  | France  | 2009-2010 | 2009-2010 |